# Primera Regional de La Rioja 1986-87
La temporada 1986-87 de Primera Regional de La Rioja era el sexto y último nivel de las Ligas de fútbol de España para los clubes de La Rioja, por debajo de la Regional Preferente de La Rioja.
Este fue el primer año de esta competición tras la fundación de la Federación Riojana de Fútbol en 1986. En ella compitieron los clubes adscritos a la misma, que hasta el momento estaban adscritos a la Federación Navarro-Riojana y tomaban parte en sus competiciones.

## Sistema de competición
Los 15 equipos en un único grupo, que se enfrentan a doble vuelta, una vez en casa y otra en el campo del equipo rival, todos contra todos.
Los dos primeros clasificados ascienden a Regional Preferente. Dependiendo de las plazas vacantes en la división superior, pueden ascender más de dos equipos.

## Clasificación[1]
| Pos. | Equipo                 | Pts. | PJ | G  | E | P  | GF | GC | Dif. |                                              |
| ---- | ---------------------- | ---- | -- | -- | - | -- | -- | -- | ---- | -------------------------------------------- |
| 1    | C. D. San Mateo (C, A) | 42   | 28 | 19 | 4 | 5  | 63 | 25 | +38  | Ascenso a Regional Preferente                |
| 2    | C. D. Agoncillo (A)    | 41   | 28 | 19 | 3 | 6  | 67 | 39 | +28  | Ascenso a Regional Preferente                |
| 3    | C. D. Arnedo Promesas  | 39   | 28 | 16 | 7 | 5  | 56 | 22 | +34  | Ascenso a Regional Preferente                |
| 4    | C. F. Rápid            | 36   | 28 | 16 | 4 | 8  | 61 | 45 | +16  |                                              |
| 5    | Valvanera C. D.        | 35   | 28 | 13 | 9 | 6  | 55 | 40 | +15  |                                              |
| 6    | S. R. Cantabria        | 30   | 28 | 12 | 6 | 10 | 54 | 53 | +1   | El club no compite en la siguiente temporada |
| 7    | C. D. Quel             | 30   | 28 | 13 | 4 | 11 | 52 | 52 | 0    | Ascenso a Regional Preferente                |
| 8    | C. At. Vianés          | 28   | 28 | 11 | 6 | 11 | 44 | 41 | +3   |                                              |
| 9    | C. D. Bañuelos         | 27   | 28 | 10 | 7 | 11 | 36 | 39 | −3   | El club no compite en la siguiente temporada |
| 10   | C. Atlético Riojano    | 25   | 28 | 11 | 3 | 14 | 39 | 44 | −5   |                                              |
| 11   | C. D. Lapuebla         | 23   | 28 | 11 | 3 | 14 | 50 | 65 | −15  | El club no compite en la siguiente temporada |
| 12   | C. D. Varea            | 19   | 28 | 7  | 5 | 16 | 47 | 62 | −15  |                                              |
| 13   | C. D. El Cortijo       | 18   | 28 | 6  | 6 | 16 | 34 | 70 | −36  |                                              |
| 14   | C. D. Aldeano Promesas | 16   | 28 | 7  | 4 | 17 | 44 | 60 | −16  | El club no compite en la siguiente temporada |
| 15   | C. D. Cenicero         | 7    | 28 | 2  | 3 | 23 | 30 | 75 | −45  |                                              |

 Fuente: www.futbol-regional.es
Notas:
1. ↑  El C. D. Lapuebla fue sancionado con dos puntos por no presentarse a su partido de la jornada 28 ante el C. D. Quel, además de darle por perdido el partido por 1-0.
2. ↑  El C. D. Arnedo Promesas fue sancionado con dos puntos por no presentarse a su partido de la jornada 19 ante el C. D. Bañuelos, además de darle por perdido el partido por 1-0.